# Prehistorisch Portugal

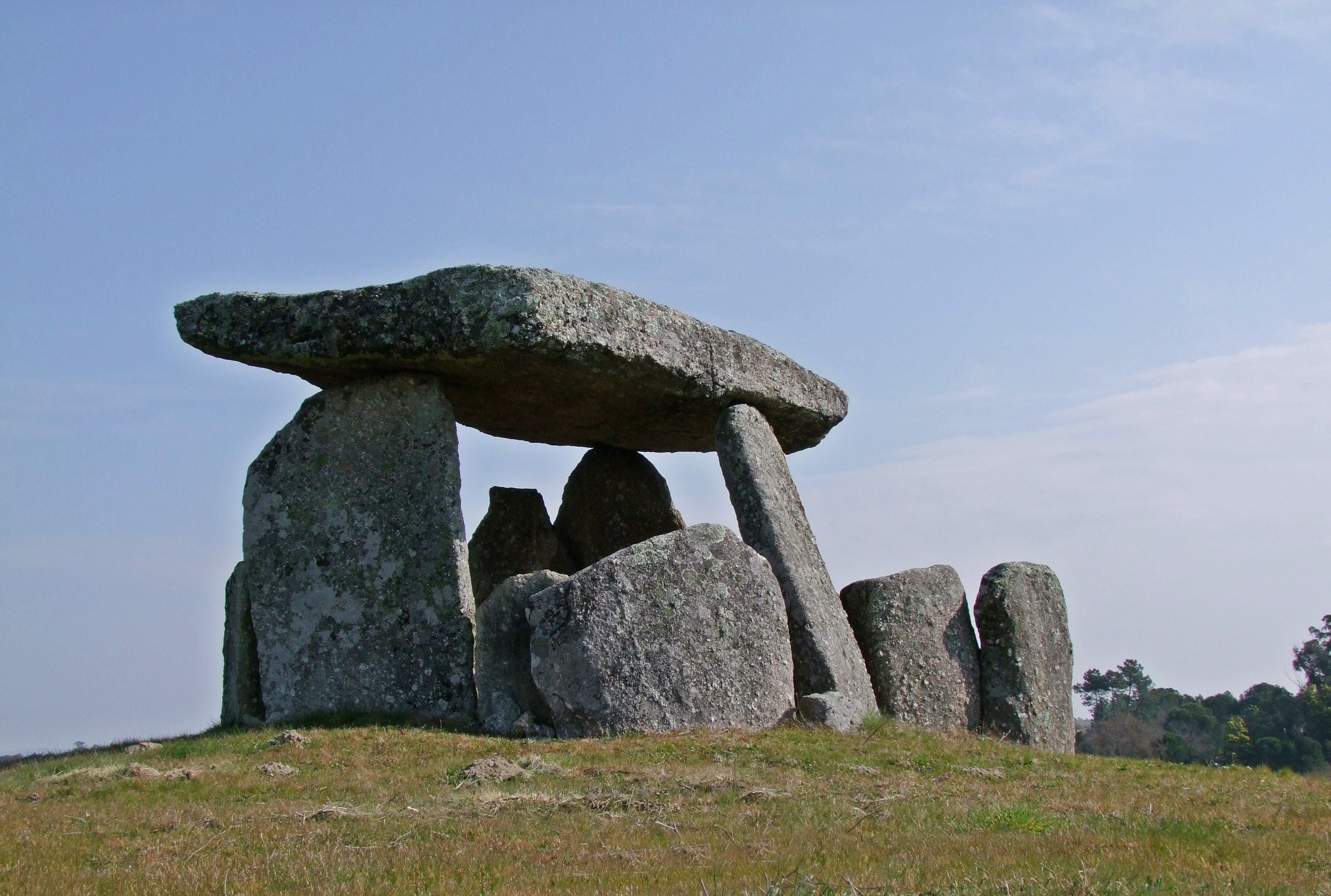
hunebed van Anta da Orca

Dit artikel gaat over Prehistorisch Portugal. Portugal is al minstens 500.000 jaar bewoond, eerst door Homo heidelbergensis, daarna door neanderthalers en later door de moderne Homo sapiens.

## Paleolithicum
Hoewel mogelijk al eerder in het Vroegpaleolithicum mensachtigen aanwezig waren, was Homo heidelbergensis de eerste die met zekerheid in Portugal woonde. In het Middenpaleolithicum leefde de neanderthaler op het Iberisch Schiereiland, en bracht de Mousterische cultuur tot ontwikkeling. 
In het begin van het Laatpaleolithicum begon de eerste bewoning van Europa door de vroege moderne mens. In Portugal kon de neanderthaler zich echter nog lang standhouden.
24.500 jaar oude vondsten nabij Leiria van een kinderskelet in een Gravettien-context tonen de aanwezigheid van de vroege moderne mens in Portugal. Volgens sommige geleerden zou dit kind van Lagar Velho naast overwegend moderne ook nog enige neandertalkenmerken bezitten. Dit is echter omstreden. De jongste erkende neanderthalervondst op het Iberisch schiereiland is die van een 27.000 jaar oude onderkaak bij Zafarraya in Zuid-Spanje.

## Mesolithicum
Het 10e millennium v.Chr. is het einde van het Laatpaleolithicum en het begin van het Mesolithicum. De volken die zich op het Iberisch schiereiland bevinden trekken Europa in, dat vanwege het einde van de ijstijd weer bewoonbaar wordt. In het huidige Zuid-Frankrijk en op het Iberisch schiereiland tot aan de monding van de Douro treft men de Aziliencultuur aan, in de vallei van de Taag de schelpenhopen van Muge.

## Neolithicum
Rond het 5e millennium v.Chr. begon met de aankomst van de cardiaal-impressocultuur het Neolithicum in het Iberisch schiereiland. Er ontwikkelde zich landbouw, en een megalithische cultuur. 
Vanaf ongeveer 2500 voor Christus breidde de Indo-Europese klokbekercultuur zich in korte tijd uit over heel West-Europa. Hiermee gepaard ging het eerste gebruik van metalen voorwerpen.

## Bronstijd
Van ongeveer 1300-700 voor Christus is er een Atlantische bronstijd tijdens welke handel onderhouden wordt met Bretagne en de Britse Eilanden. Rond de 10e eeuw v.Chr. is er invloed van de urnenveldencultuur zichtbaar. De Castrocultuur komt op en daarmee de overgang naar de IJzertijd.

## IJzertijd
De Feniciërs stichtten rond 1100 v.Chr. de kolonie Gadir (modern Cádiz) bij Tartessos. Ze introduceerden het gebruik van ijzer, het pottenbakkerswiel en de productie van olijfolie en wijn op het Iberisch Schiereiland. 
De 10e eeuw v.Chr. zag de opkomst van steden en dorpen in de zuidelijke kustgebieden van het westelijke Iberisch Schiereiland. In Olissipona (modern Lissabon) en Estremadura woonden mensen met duidelijk mediterrane invloeden. De mythe van een Fenicische stichting van Lissabon in de 13e eeuw v.Chr. onder de naam Alis Ubbo ("Veilige Haven") klopt echter niet. Er zijn geen gegevens dat de Feniciërs zich ten westen van de Straat van Gibraltar vestigden. De Fenicische invloed in wat nu Portugees gebied is liep via culturele en commerciële uitwisseling met Tartessos.
In de 8e eeuw v.Chr. ziet men een sterke Fenicische invloed in Balsa (modern Tavira in de Algarve). Gedurende de 7e eeuw v.Chr. is er een sterke Tartessische invloed in de Algarve.
Een nieuwe golf van Indo-Europese migratie, mogelijk Kelten van de Hallstattcultuur, in Portugees gebied vond plaats.
Het Fenicisch beïnvloedde Tavira werd in de 6e eeuw v.Chr. door geweld verwoest. Na de val van Tartessos vond in Zuid-Portugal een culturele verschuiving plaats, met een sterk mediterraan karakter. Deze is vooral zichtbaar in de Alentejo en de Algarve, maar heeft uitbreidingen naar de Taag (de belangrijke stad Bevipo, modern Alcácer do Sal).
Omstreeks de 7e eeuw v.Chr. vindt men de eerste vorm van schrift in het westelijk Iberisch schiereiland. Dit Zuidwest-schrift moet nog ontcijferd worden, maar duidt op een sterke Tartessiaanse invloed en het gebruik van een gemodificeerd Fenicisch alfabet. In deze geschriften komt het woord Conii (mogelijk gelijk aan Cunetes of Cynetes, het volk van de Algarve) regelmatig voor.
De 5e eeuw v.Chr. bracht een verdere toename van Centraal-Europese invloeden. De eerste geslagen munten en het gebruik van geld zijn aangetoond.
De Celtici, een nieuwe golf Kelten van de La Tènecultuur, dringen gedurende de 4e eeuw v.Chr. diep in het Portugese gebied door, vestigen zich in de Alentejo en dringen de Algarve binnen.

### Ora Maritima
Het gedicht Ora Maritima, door Avienus in de 4e eeuw v.Chr. geschreven, stelt dat het hele westelijke Iberisch Schiereiland eens naar zijn inwoners de Oestriminis heette, die later verdreven zijn door een invasie van Saephe of Ophis (betekent Slangen). Vanaf die tijd zou westelijk Iberia bekend zijn als Ophiussa (Land van de Slangen). Het gedicht vertaalt misschien de invloed van de tweede golf van Keltische  migraties in de 7e eeuw v.Chr. Het gedicht noemt ook verschillende andere stammen:
- De Saephe of Ophis, waarschijnlijk Hallstattcultuur-Kelten, in heel westelijk Iberia tussen de Douro en de Sado rivieren
- De Cempsi, waarschijnlijk Hallstattcultuur-Kelten, bij de monding van de Taag en naar het zuiden tot de Algarve
- De Cynetes of Cunetes in het uiterste zuiden en in sommige steden langs de Atlantische kust
- De Dragani, Kelten of Proto-Kelten van een eerdere Indo-Europese golf, in het berggebied van Galicië, Noord-Portugal, Asturië en Cantabrië
- De Lusis, misschien de eerste referentie aan de Lusitaniërs, net als de Dragani Kelten van de eerste golf

## Romeinse verovering
Na de overwinning op de Carthagers tijdens de Tweede Punische Oorlog begonnen de Romeinen met de verovering van het Iberisch Schiereiland. Gedurende de 2e en 1e eeuw v.Chr. kwam het gebied van het huidige Portugal onder Romeinse heerschappij als deel van Hispania Ulterior en later Hispania Lusitania.